# Moskwa-Riżskaja
Moskwa-Riżskaja (ros. Москва-Рижская) – jedna z 9 największych stacji kolejowych w Moskwie, nazywana również Dworcem Ryskim (ros. Рижский вокзал). Obsługuje połączenia podmiejskie i dalekobieżne z miastami na północny zachód od Moskwy (w szczególności do Wielkich Łuków i Rygi).
- do 1930 dworzec nosił nazwę „Windawski” (od miasta Windawa).
- do 1942 nazwa dworca brzmiała „Bałtycki”
- do 1946 dworzec nazywano „Rżewskim” (od miasta Rżew)

Budynek dworca powstał w 1901 według projektu Stanisława Brzozowskiego, pod nadzorem Tomasza Bohdanowicz-Dworzeckiego. Od 2004 na części torów stacji urządzono muzeum kolejnictwa w którym eksponowanych jest ponad 40 sztuk taboru kolejowego z różnych epok.